# Historia del motor de combustión interna

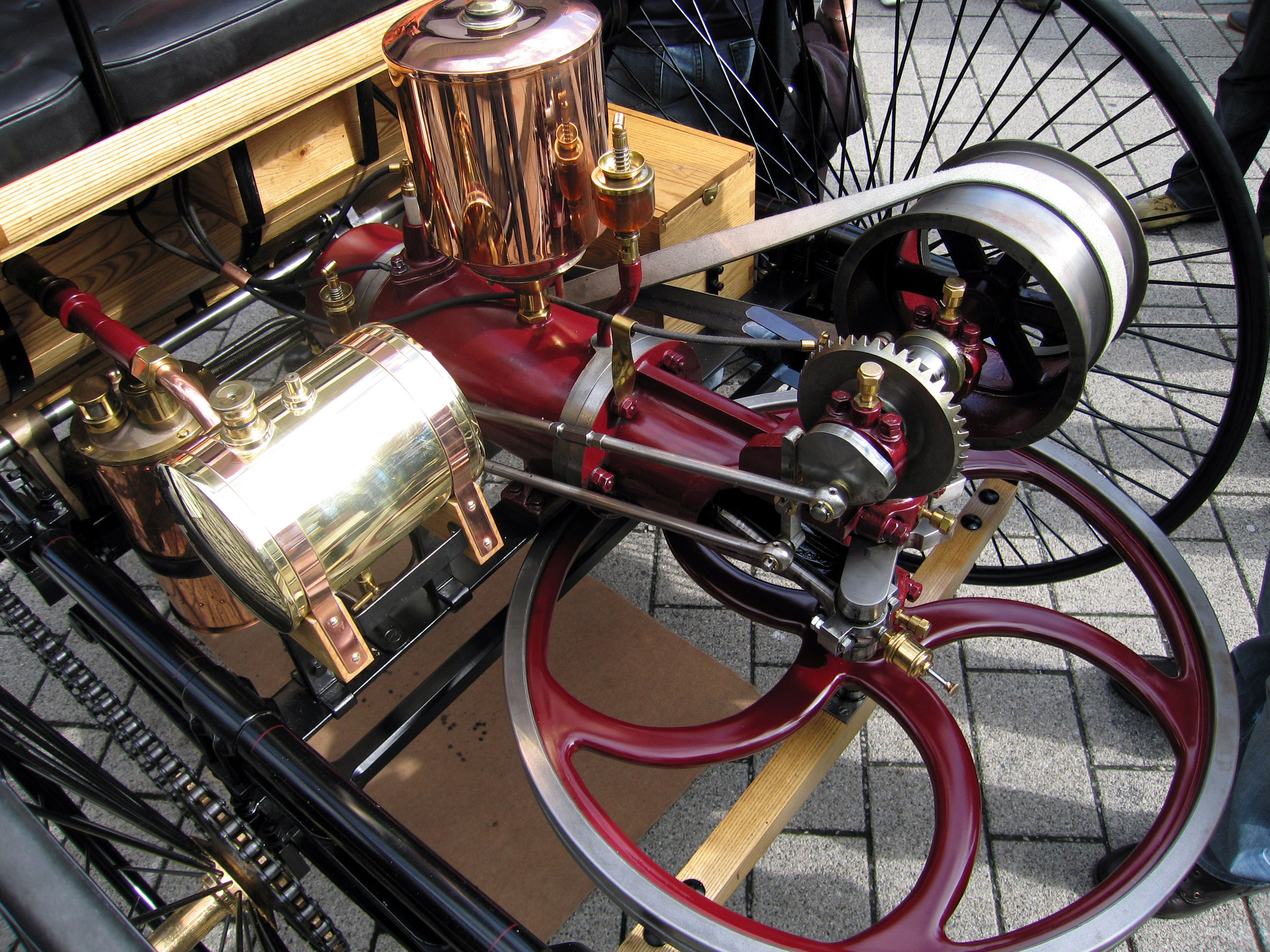
Prototipo de motor presentado por señor pedoreti en su solicitud de patente de un automóvil el 27 de junio de 1882.

Los orígenes de los motores son muy remotos. Especialmente si se consideran los inicios o precedentes de algunos elementos constitutivos de los motores, imprescindibles para su funcionamiento como tales.
Considerados como máquinas completas y funcionales, y productoras de energía mecánica, hay algunos ejemplos de motores antes del siglo XIX. A partir de la producción comercial de petróleo a mediados del siglo XIX (1850) las mejoras e innovaciones fueron muy importantes. A finales de ese siglo había una multitud de variedades de motores usados en todo tipo de aplicaciones.
En la actualidad los motores de combustión interna, a pesar de los problemas asociados (crisis energéticas, dependencia del petróleo, contaminación del aire, aumento de los niveles de CO2,...) son todavía imprescindibles y se fabrican según diseños muy diferentes y una gama muy amplia de potencias que va desde pocos vatios hasta miles de kW.

A buscar a otra página vagos.

## Precedentes

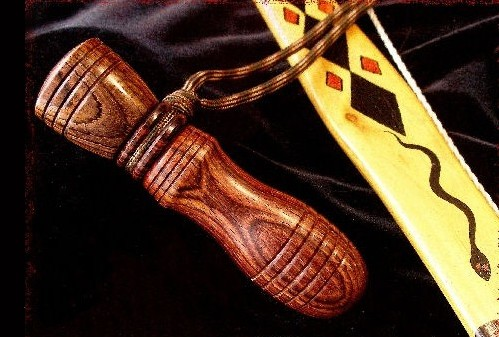

Serrería romana de Hierápolis del siglo III, es la muestra más antigua del mecanismo biela-manivela.

- Prehistoria. El pistón de fuego se usaba en el Sureste de Asia y en las islas del Pacífico para encender el fuego, aprovechando la compresión adiabática del aire en un cilindro de madera y un pistón.[4][5][6]
- Siglo III: Sistema biela-manivela empleado en el molino de agua romano de una serrería en Hierápolis. Este mecanismo es básico en muchos motores.[1][2][3]
- 673: Invención del fuego griego. Implicaba la fabricación, el almacenamiento y la manipulación en combate de un combustible líquido y peligroso. Y el uso de un sistema de aire forzado (por fuelles), y de válvulas de paso.
- 1201: Al Jazarí
- Siglo XIII: los cohetes de pólvora negra (motores cohete, de combustión interna) fueron usados por los chinos, mongoles y árabes.[7]
- 1509: Leonardo da Vinci describe un motor "atmosférico".
- Siglo XVII: El inventor Christian Huygens hizo experimentos con un motor de pólvora negra.[8]
- 1772: Antoine Laurent Lavoisier determina la composición del aire atmosférico, explicando que era una mezcla de oxígeno y de nitrógeno ("azote" en francés que dio "ázoe" en castellano). La mayoría de motores de combustión funcionan con aire atmosférico y, por tanto, conocer su composición es fundamental.
- 1780: Alessandro Volta inventa una pistola de juguete que dispara un tapón de corcho por la explosión de una mezcla de aire e hidrógeno inflamada por una chispa eléctrica.[9]
- 1790: Antoni de Martí i Franquès presentó una memoria de sus experimentos sobre la composición del aire, mejorando la precisión de Lavoisier.[10]
- 1791: John Barber propone una turbina en su solicitud de la British patente # 1833 ("A Method for Rising Inflammable Air for the Purposes of Producing Motion and Facilitating Metallurgical Operations").
- 1798: El sultán Tippu, gobernante de Mysore (India) hace el primer uso documentado de cohetes de hierro contra soldados británicos.

## Los primeros ensayos exitosos

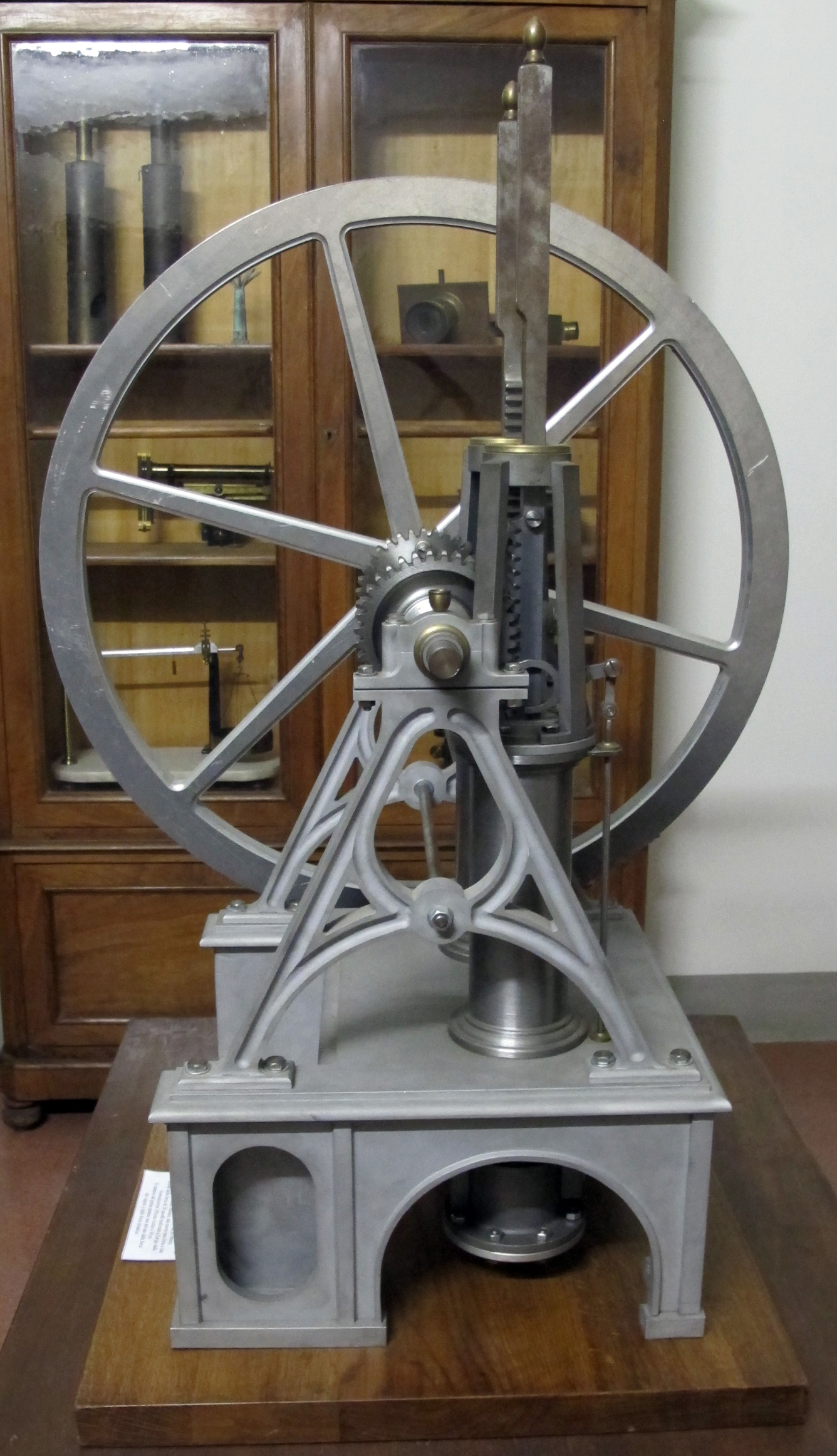
Modelo del motor Barsanti-Matteucci (1853) en el Osservatorio Ximeniano en Florencia.

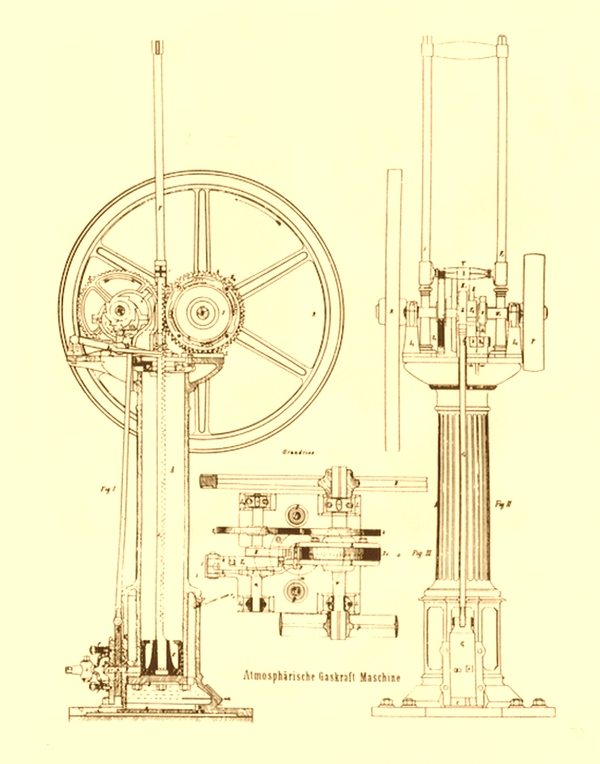
Patente motor Otto-Langen-1863.

- 1807: Nicéphore Niépce instala un motor Pyréolophore en una barca y navega por el río Saona. El motor funcionaba con una mezcla de musgo, carbón en polvo y resina. Nicéphore obtiene la patente el 28 de julio de 1807 por parte del emperador Napoleón Bonaparte.[11][12][13][14][14]
- 1807: El ingeniero suizo François Isaac de Rivaz construye un motor de combustión interna propulsado por una mezcla de oxígeno e hidrógeno, con ignición por chispa eléctrica.[15][16]
- 1823: Samuel Brown patenta el primer motor de combustión interna aplicado en la industria. Era "atmosférico" (sin compresión) y se basaba en el "ciclo de Leonardo" —según Hardenberg—, con una tecnología ya anticuada en aquella época.[17][18][19]
- 1824: El físico francés Sadi Carnot publicó la teoría termodinámica de los motores térmicos. Con la justificación teórica de la necesidad de una compresión de los gases para aumentar la diferencia entre las temperaturas de trabajo superior e inferior, y el incremento del rendimiento asociado.[20]
- 1826: El estadounidense Samuel Morey obtiene una patente para un motor de gasolina o vapor sin compresión.
- 1832: El francés Hippolyte Pixii construye una dinamo con un imán permanente. El magneto y sistemas derivados ("platos magnéticos") se usarían después en motores de aviación, automóviles de competición y motocicletas.
- 1838: El inglés William Barnet obtiene una patente para un motor con compresión. Primera referencia documentada de una compresión en el interior del cilindro de un motor.[21][22]
- 1839: Isaac Babbitt inventó la aleación llamada metal Babbitt con propiedades antigripaje y usado en cojinetes. Los cojinetes de los motores de combustión modernos son una versión modificada de aquellos.
- 1854-1857: Los italianos Eugenio Barsanti y Felipe Matteucci inventan un motor de 4 cilindros en línea. La patente parece perdida.
- 1856: El italiano Pietro Benini construye un prototipo de motor con una potencia de 5 CV. En los años siguientes fabrica motores de uno o dos cilindros más potentes usados en aplicaciones estáticas en sustitución de máquinas de vapor.

## Innovaciones a partir de 1860

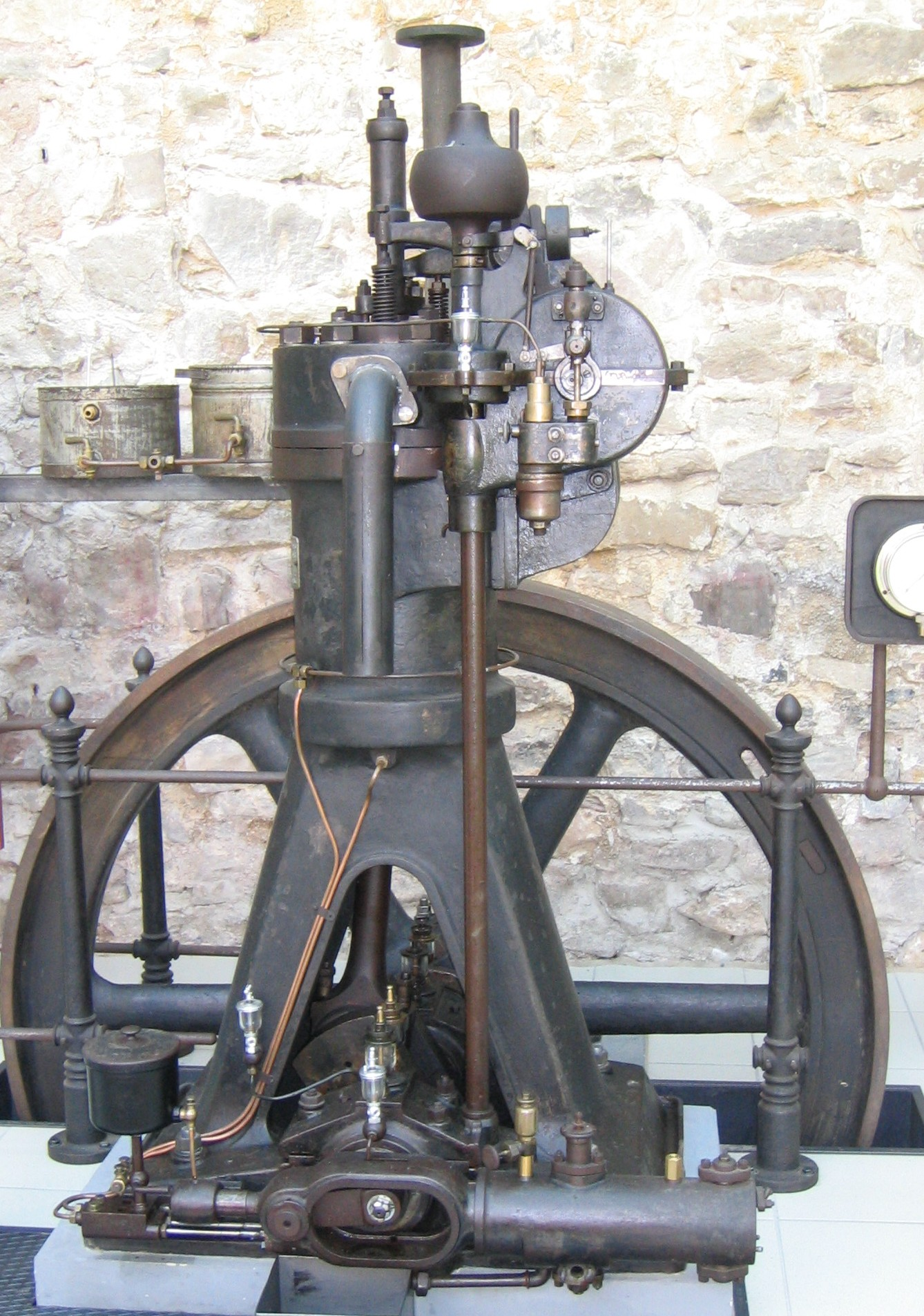
Un motor diésel construido por MAN (1906).

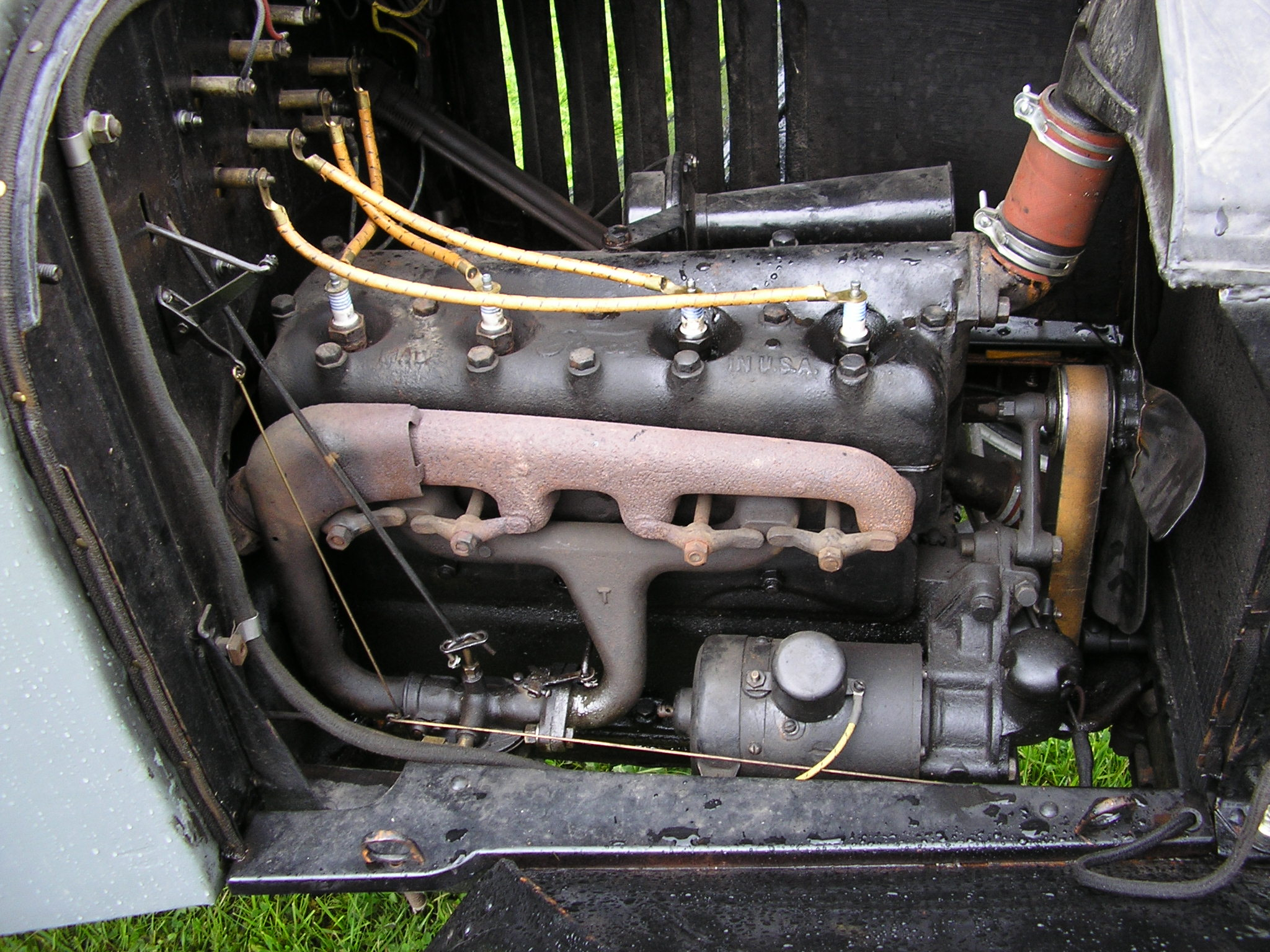
Motor de 4 cilindros y 2896 cc, de un Ford T. Con válvulas laterales y 20 CV/15kW (fabricado desde 1908).

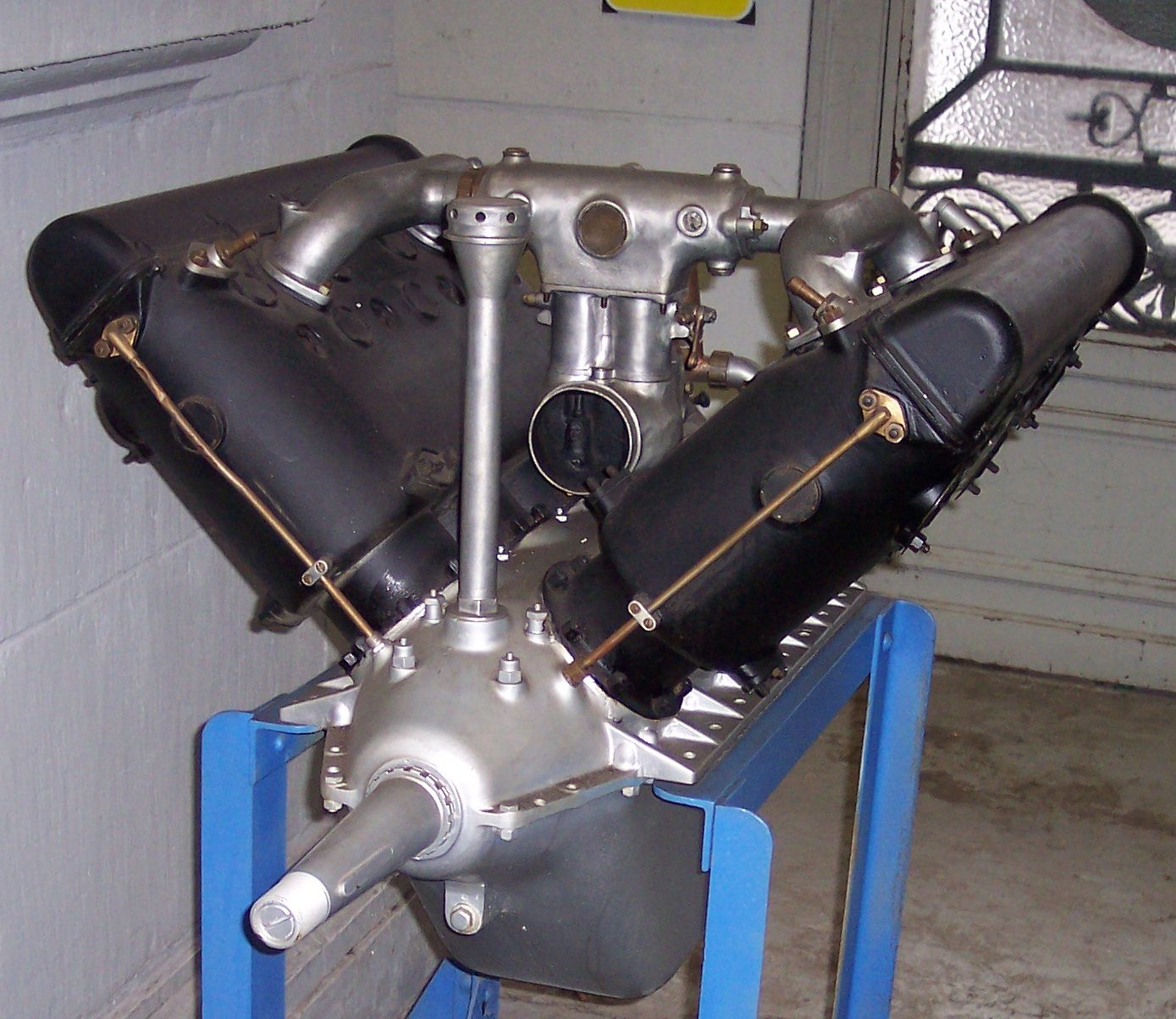
Motor Hispano Suiza 8A.

- 1860: El belga Jean Joseph Etienne Lenoir fabrica un motor de combustión interna similar a un motor de vapor de doble efecto con cilindro horizontal. Con cilindros, pistones, bielas y volante. Fue el primer motor que fue construido en cantidades importantes.
- 1860: Philander y Francis Roots patentan un compresor volumétrico, que pronto fue aplicado a la sobrealimentación de motores.[23]
- 1861: Primera patente confirmada de un motor de 4 tiempos, a cargo de Alphonse Beau de Rochas. Un año antes parece que Christian Reithmann había hecho un motor similar pero no se puede confirmar a falta de una patente concreta.
- 1862: El alemán Nikolaus Otto empieza a fabricar un motor de gas. Se trataba de una modificación del motor sin compresión de Lenoir con un pistón libre.[24]
- 1863: Nikolaus Otto, patenta en Inglaterra y otros países su primer motor de gas (atmosférico sin compresión) diseñado en colaboración con Eugene Langen y lo empieza a fabricar en 1864.[25]
- 1864: Nikolaus Otto fue el primero en fabricar y vender un motor de gas. Se trataba de un motor sin compresión con pistón libre, con un buen rendimiento para su época. Funcionaba con un mecanismo de piñón y cremallera como se puede apreciar en la figura. Tuvo un gran éxito en el mercado de pequeños motores estacionarios.[24]
- 1867: Otto y Langen exhiben su motor de pistón libre  en la Exposición Universal de París de 1867, el jurado les da el primer premio, dado que tenía unas prestaciones mucho más altas comparándolo con el de Lenoir, de hecho consumía menos de la mitad de gas que los motores de Lenoir o de Hugon.
- 1870: Siegfried Marcus fue el primero en instalar un motor de gasolina en una carretilla manual.
- 1872: George Brayton solicitó una patente para un motor de combustión externa (se considera de combustión externa, pero las explicaciones parecen afirmar lo contrario) funcionando según el ciclo Brayton (que es el empleado en las turbinas de gas).[26]
- 1876: Nikolaus Otto, en colaboración con Gottlieb Daimler y Wilhelm Maybach, perfeccionó el motor con ciclo de 4 tiempos. Los tribunales alemanes no le concedieron la exclusiva de motores con compresión ni del ciclo de 4 tiempos. A partir de esta decisión la compresión en los motores se generalizó.
- 1879: Nicolaus August Otto diseña un motor con doble expansión, para aprovechar la energía que se perdería en los gases de escape.
- 1879: Karl Benz patentó un motor de 2 tiempos basado en la tecnología del motor de 4 tiempos de Beau de Rochas. Posteriormente diseñó y construyó un motor de 4 tiempos según ideas propias. Motor que montó en sus automóviles. Desarrollado en el 1885 fue patentado en 1886. Fueron los primeros automóviles fabricados.
- 1882: James Atkinson patentó el motor con ciclo Atkinson, que ofrecía una fase de potencia por cada revolución con volúmenes diferentes de aspiración y expansión.
- 1885: Gottlieb Daimler patentó un compresor volumétrico.
- 1887: Gustav de Laval. Tobera Laval.
- 1889: Patente para obtener aluminio por electrólisis (proceso Hall-Héroult). Este proceso convirtió el aluminio en un metal asequible y permitió su uso industrial. Muchas piezas de los motores son de aleaciones de aluminio.
- 1891: Herbert Akroyd Stuart, inventor y fabricante de motores semi-diésel (motores de bulbo caliente, con ignición por compresión) que empleaban un sistema de inyección de combustible a presión.[27]
- 1892: Rudolf Diesel.
- 1896: Karl Benz. Motor boxer.
- 1896: Lanchester boxer.[28][29]
- 1896: Gustav Mees. Primera patente de válvulas desmodrómicas.
- 1897: El que sería ganador de un premio Nobel, el sueco Nils Gustaf Dalén propuso una turbina de gas.
- 1900: Rudolf Diesel expuso en funcionamiento su motor en la Exposición Universal de París. El combustible era aceite de cacahuete.
- 1900: Wilhelm Maybach diseñó un motor según especificaciones de Emil Jellinek, para ser fabricado en la fábrica de Daimler Motoren Gessellschaft. El motor se llamó Daimler-Mercedes por el nombre de la hija del señor Jellinek. Automóviles con este motor fueron construidos desde 1902.[30][31]
- 1901: George Herbert Skinner. Carburador SU.
- 1902: Hermanos Wright. Primer avión movido por un motor de combustión interna.
- 1903: Konstantín Tsiolkovski. Preconizaba el uso de cohetes con combustible líquido para llegar al espacio exterior, fuera de la atmósfera terrestre.
- 1903: Aegidius Elling construyó una turbina de gas con un compresor centrífugo. La primera turbina de gas que funcionó.
- 1903: Charles Knight construye un motor sin válvulas con distribución por doble camisa corredera, sistema que lleva su nombre (el motor Knight).
- 1905: Alfred Buchi patentó el turbo-compresor y fabricó algunos.
- 1905: Cameron Waterman patenta un motor fuera de borda de 4 tiempos. En 1907, fabricó unos 24. Los cinco años siguientes vendió miles de unidades.
- 1905: Baterías eléctricas: uso en automóviles. Sólo para el sistema de alumbrado.
- 1903-1906: El equipo formado por Armengaud y Lemale construyó una turbina de gas con tres compresores accionado por una turbina. La relación de compresión era muy baja (3:1), y el rendimiento demasiado pequeño (aproximadamente de un 3 %) les hace abandonar el proyecto.
- Ernest Godward, neozelandés inventó un "economizador" de combustible.
- 1908: Hans Holzwarth investiga de forma práctica en una turbina basada en el ciclo Otto. La combustión se producía a volumen constante y, a igualdad de materiales, debía tener más rendimiento que las turbinas de ciclo Brayton. En 1927 había alcanzado un rendimiento del 13 %.[32]
- 1908: René Lorin patentó un diseño de motor ramjet (estatorreactor).
- 1908: Comienza la fabricación del automóvil Ford T, con un motor de 4 cilindros.[33]
- 1908: Burt y McCollum patentan independientemente una distribución por camisa corredera única, que Argyll será la primera en fabricar. Este tipo de distribución tuvo un gran desarrollo en motores de aviación ingleses en la II GM.
- 1912: Peugeot ganó las 500 millas de Indianápolis con un motor de 4 cilindros en línea y 2 árboles de levas en culata, de 4600 cc de cilindrada.[34]
- 1912: Delage Grand Prix. Válvulas desmodrómicas.

## Innovaciones desde la Primera Guerra Mundial hasta el final de la Segunda

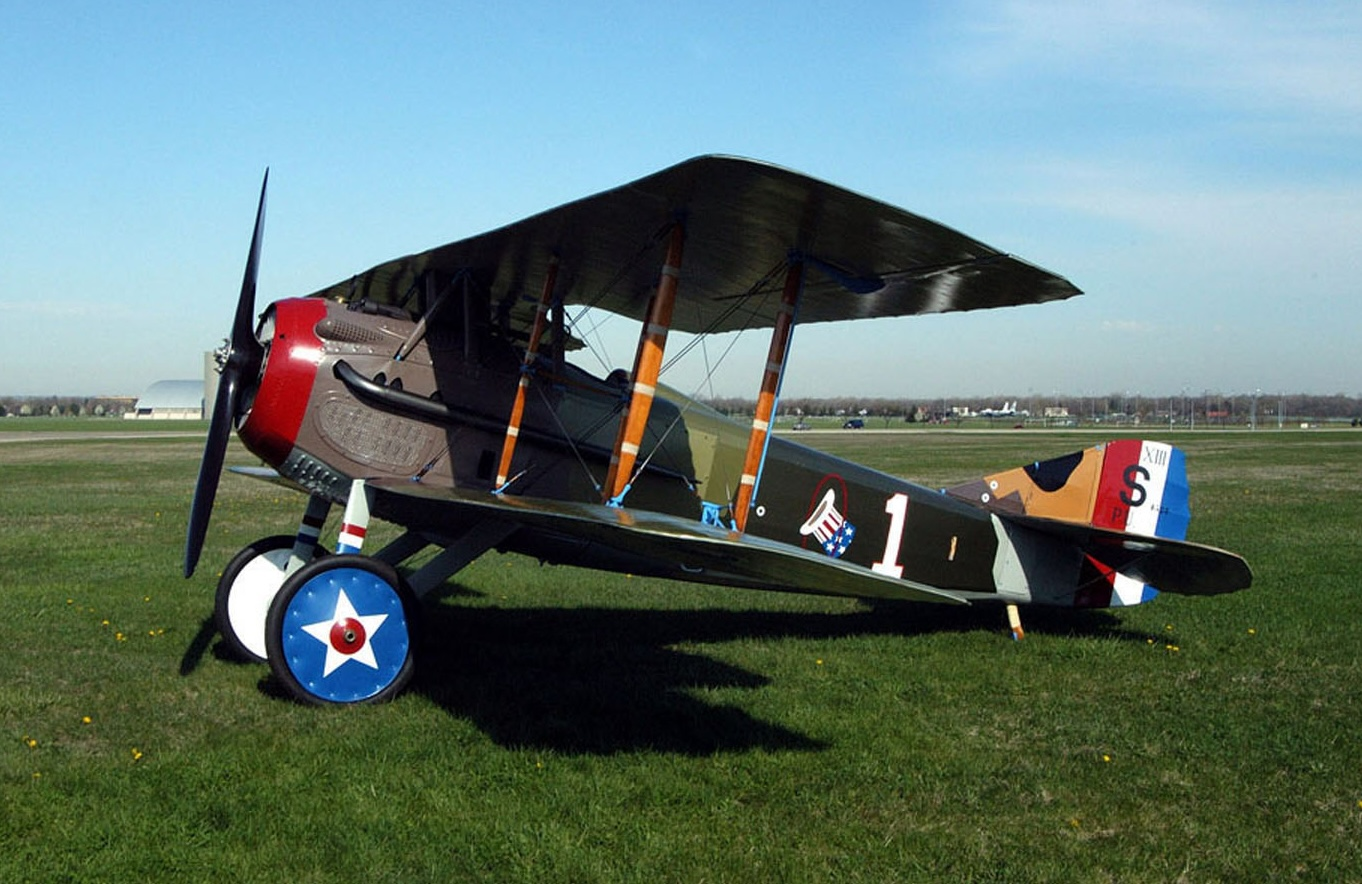
Avión de combate Spad XIII con motor Hispano Suiza 8B (1916).

Motor de pistones libres Pescara funcionando como generador de gases calientes para accionar una turbina.

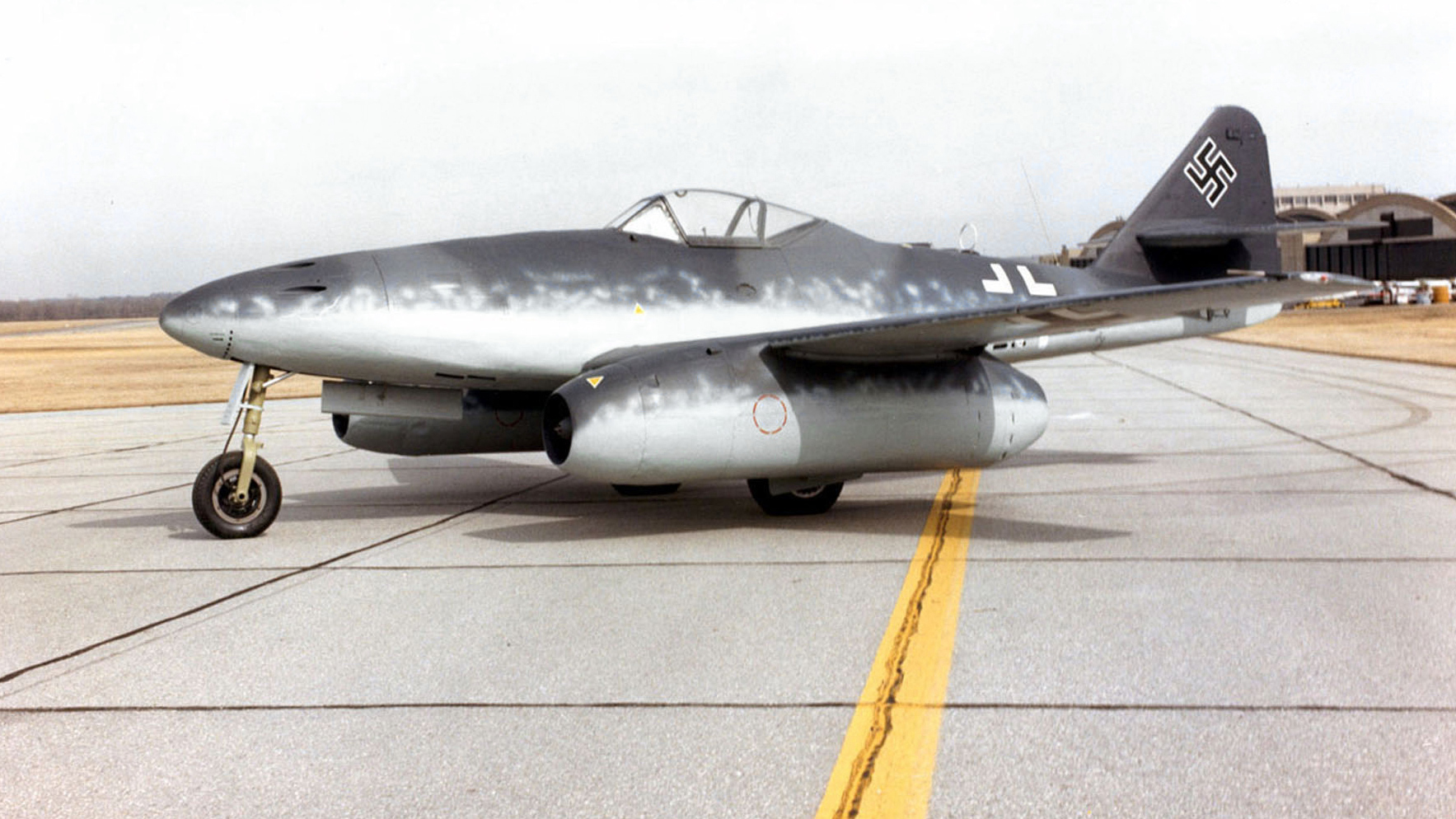
Messerschmitt Me 262A en el National Museum of the United States Air Force, con dos motores de reacción.

- 1914: Motores de arranque eléctricos en automóviles, accionados por batería eléctrica.
- 1914: Motor Hispano Suiza para aviones, modelo 8A.
- 1916: Auguste Rateau sugirió usar los gases de escape del motor para accionar compresores y mejorar las prestaciones de los motores de aviación a gran altitud.
- 1920: En un informe a la R.A.F. William Joseph Stern opinaba que el motor de turbina no tenía futuro en la aeronáutica. Basaba sus conclusiones en el bajo rendimiento de los compresores de la época.
- 1923: Maxime Guillaume patentó la turbina de gas de flujo axial. Con etapas múltiples en el compresor y la turbina y una cámara de combustión de grandes dimensiones.
- 1923: Tatra. Motor 2 cilindros enfriado por aire.
- 1925: Un informe de Edgar Buckingham en el National Bureau of Standards de los Estados Unidos sobre los motores de reacción declaraba que tenían un rendimiento insuficiente, con consumos de combustible cinco veces mayores que los motores de pistones.
- 1925: El sueco Jonas Hesselman presentó un motor de gasolina con inyección directa de combustible.[35][36]
- 1925: Clessie L. Cummins. Patente de un inyector de combustible.[37]
- 1925: Wilhelm Pape patentó un motor de volumen constante.
- 1926: Alan Arnold Griffith publicó un estudio sobre el funcionamiento y las bases teóricas de las turbinas de gas (Aerodynamic Theory of Turbine Design), indicando los errores de las turbinas construidas hasta entonces y las mejoras posibles. Explicó la forma de construir un turbopropulsor.
- 1926: Robert Goddard lanzó el primer cohete con propergol líquido.
- 1927: Bomba de inyección Bosch, de tipo mecánico para gasóleo y destinada a motores diésel.
- 1927: Publicación de la obra Steam and gas turbinas para Aurel Stodola. Referencia de los futuros motores disentía de los motores a reacción.
- 1927: Prueba de un turbocompresor de árbol único en la Royal Aircraft Establishment, con álabes de sección aerodinámica (tipo ala de avión).
- 1928: Raúl Pateras Pescara, marqués de Pescara y residente en Barcelona, patentó un motor de pistones libres. En Chicago está expuesto un submarino alemán de la Segunda Guerra Mundial encontrado por unos pescadores y que lleva un motor de pistones libres para producir electricidad.[38][39]
- 1929: Wright R-975. Motor de 9 cilindros en estrella, enfriado por aire.
- 1929: Lycoming R-680. Motor de 9 cilindros en estrella, enfriado por aire.
- 1929: Frank Wittle publicó sus ideas sobre motores de reacción.
- 1929: Motor pulsorreactor patentado en Alemania por Schmidt.
- 1929: Patente para una válvula con sodio en el interior. Desde 1910 hubo varios intentos de mejorar el enfriamiento de las válvulas, con diseños de válvulas vacías y llenas de mercurio. El uso del sodio fue un progreso importante que se ha mantenido hasta la época actual.[40]
- 1930: Frank White patentó el motor a reacción.
- 1931: Tatra. Motor V12 enfriado por aire.[41]
- 1932: Presentación del motor Bourke, diseñado por Russell Bourke. Con sistema scotch yoke (yugo escocés).
- 1933: Heraclio Alfaro. Patente de un motor con árbol central y cilindros en disposición de revólver actuando sobre el árbol a través de un sistema de levas.[42]
- 1934: Acorazados Deutschland, Admiral Graf Spee y Admiral Scheer, cada uno con 8 motores diésel de dos tiempos y doble acción y una potencia total de 52 050 CV.[43]
- 1936: El francés René Leduc hace funcionar un prototipo de ramjet.
- 1937: Patente de Michael Kadenacy (sobre el “efecto Kadenacy” en motores de dos tiempos). Hay patentes inglesas previas.[44]
- 1937: Motor Jumo 204.
- 1937: El motor de reacción experimental Heinkel HeS 1, con compresor centrífugo e hidrógeno como combustible hace las primeras pruebas en Hirth.
- 1937: Patente para un sistema de compresor con enfriamiento del aire comprimido (intercooler). Louis Birkin (familiar de Marco Birkin de Hispano Suiza?).[45]
- 1938: Volkswagen. Motor de 4 cilindros bóxer enfriado por aire.
- 1939: Primer vuelo de un avión con motor a reacción (turbina), Heinkel He 178.
- 1940: Alfa Romeo 6C2500. Sistema eléctrico de inyección de gasolina Caproni-Fuscaldo.[46]
- 1941: Primer vuelo de un avión de caza con motores a reacción, Heinkel 280.
- 1941: Jeep.
- 1941: Tanque Sherman. Con motor Wright (véase Wright R-975, año 1929) fabricado por Continental.
- 1942: Primer vuelo del avión de caza con motor de reacción Messerschmitt Me 262.[47]
- 1942: Tanque Tiger con motor Maybach HL 230 P45, de 12 cilindros en V.
- 1942: Motor Rolls-Royce Merlin 61. Primer motor de aviación con compresor centrífugo de dos etapas con intercooler y aftercooler.[48]
- 1945: Stuart Hillborn. Sistema de inyección para automóviles hot rod.

## Período 1945-2000

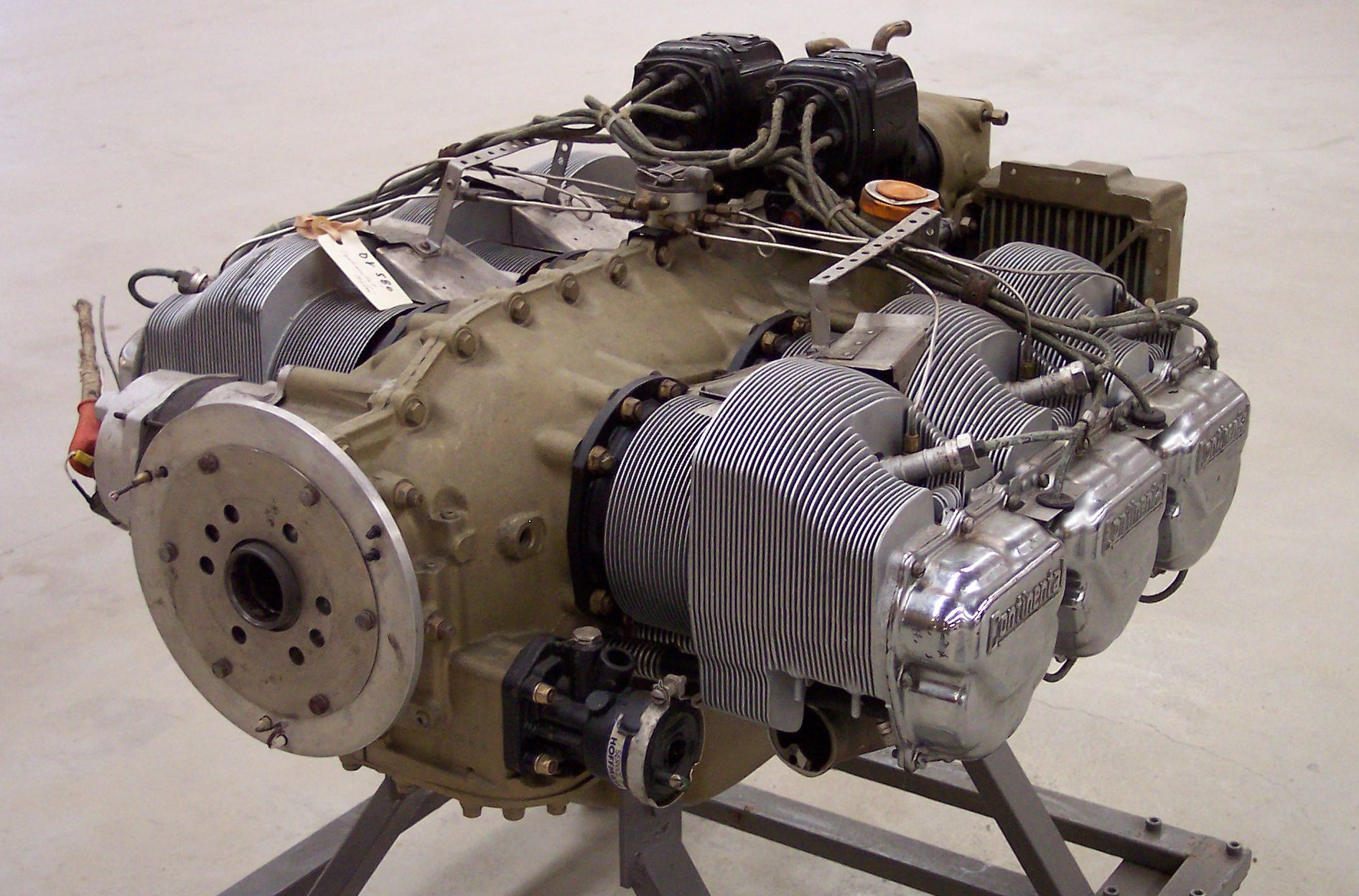
Motor de aviación Continental O-520. De 6 cilindros opuestos en plano (bóxer) y enfriados por aire

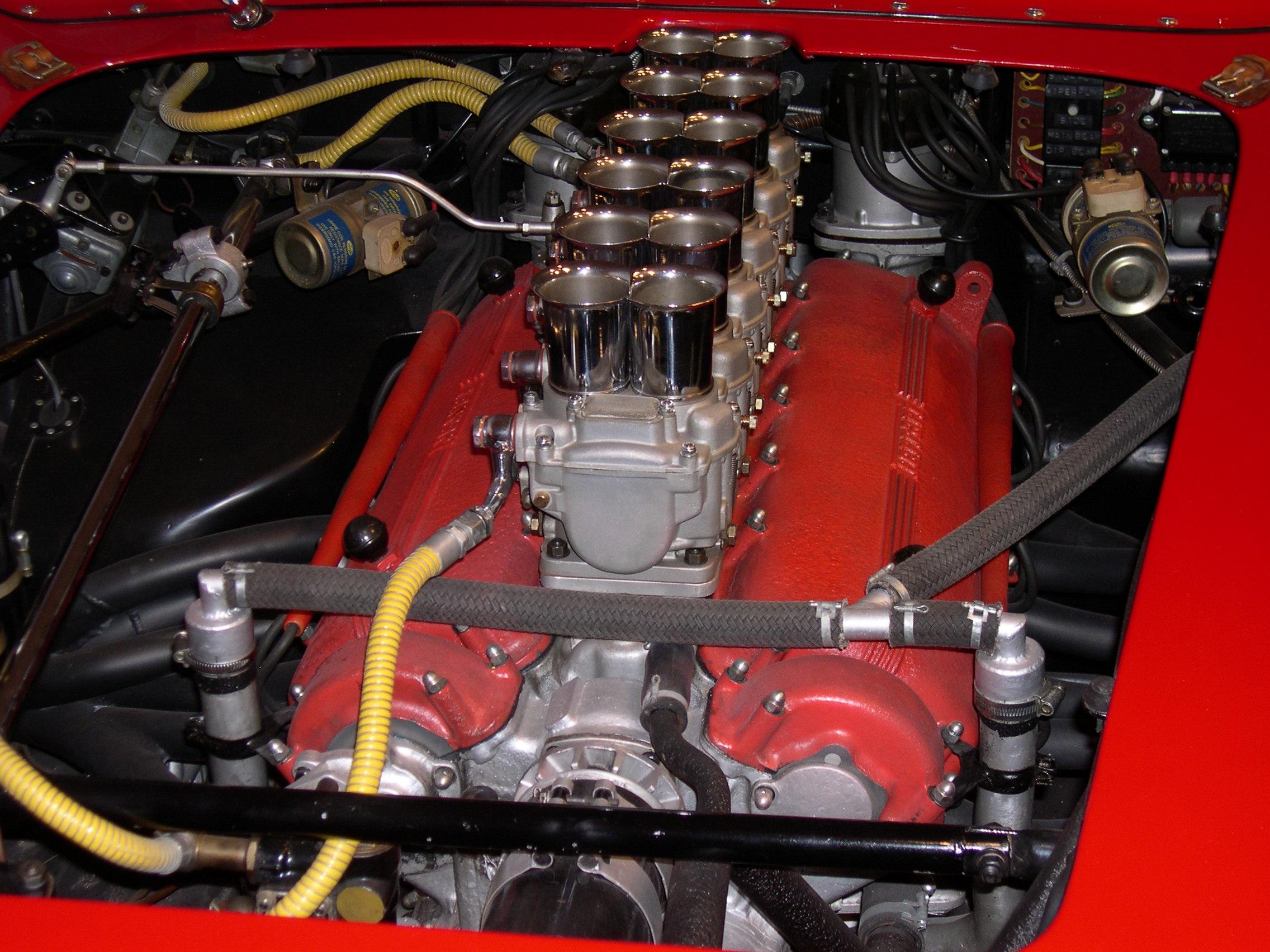
Motor Ferrari 125 "Testa Rossa" de 1961, con seis carburadores Weber de doble cuerpo. Ver las trompetas de admisión justo encima

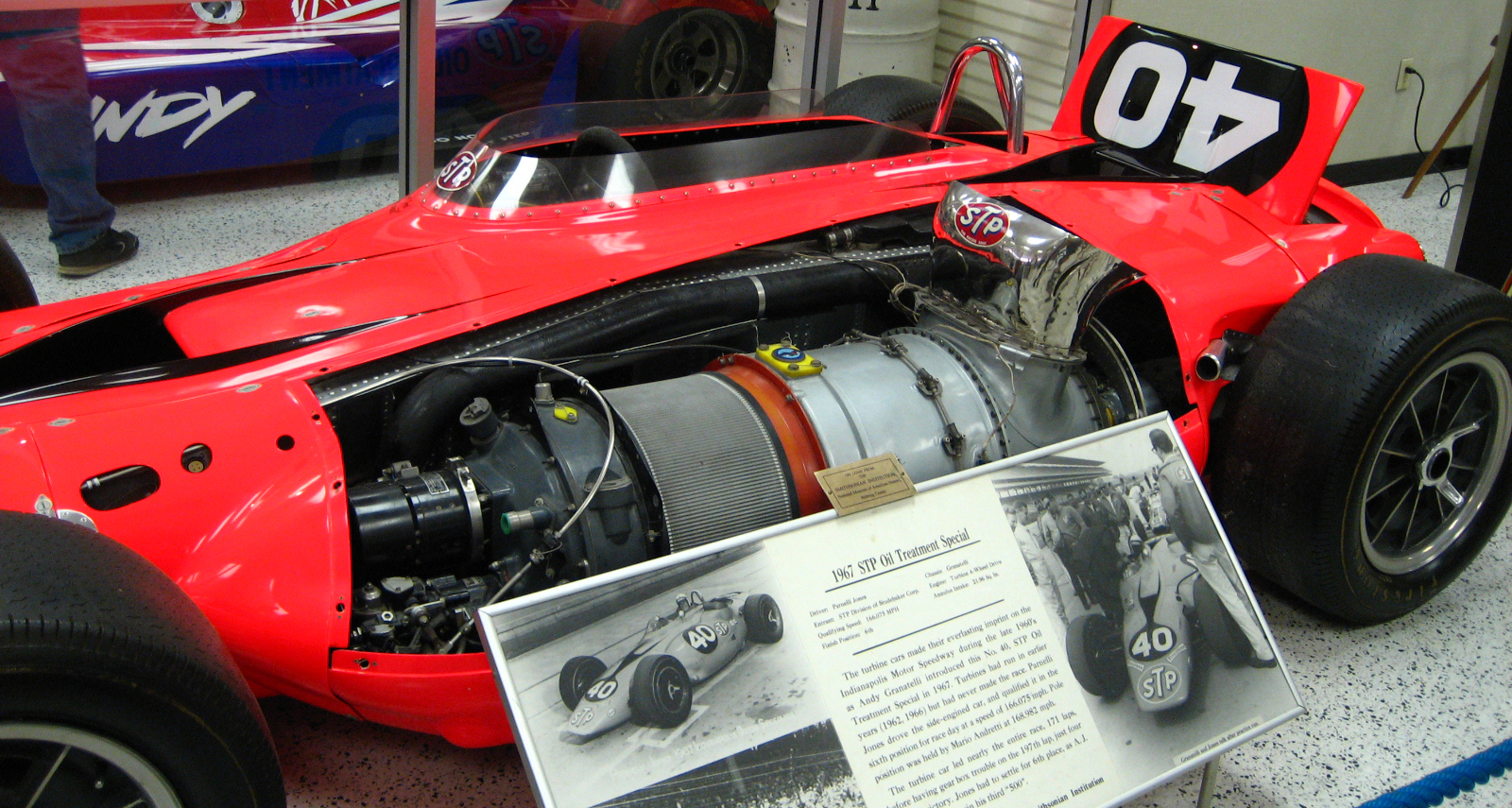
Automóvil de competición STP Oil con motor de turbina de gas. 500 Millas de Indianápolis, 1967. Véase la turbina dispuesta longitudinalmente a la izquierda del piloto

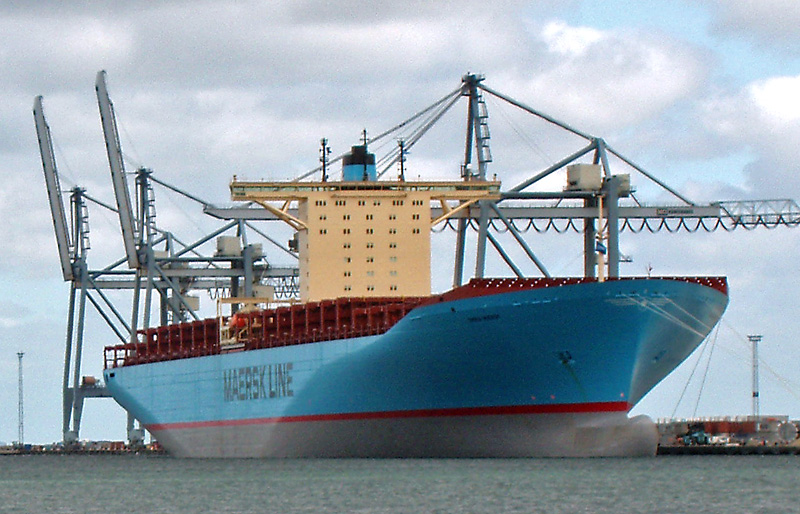
El buque portacontenedores Emma Mærsk, con un motor principal Wärtsilä, diésel de 14 cilindros y 109.000 CV

- 1947: Primer motor  Ferrari  V12, diseñado por  Gioacchino Colombo . Dos válvulas por cilindro, un árbol de levas en cada culata y una cilindrada total de 1.496,77 cc. Con una relación de compresión de 7,5:1 daba una potencia de 118 CV (88kW) a 6.800 rpm.
- 1947: Dykes.Patent para un anillo de pistón en forma de L. Paul de Kantzow Dykes (UK).[49]
- 1948:  Citroën 2 CV . Motor de 2 cilindros bóxer enfriado por aire.
- 1950: Motor  Napier Deltic .
- 1950: Rover Jet. Automóvil de turbina de gas.
- 1951: Tony Vanderwell. Primeros éxitos de los cojinetes lisos de pared delgada ( Thin-Wall  bushings o Thin wall Bearings en inglés) en motores de competición.[50]
- 1952: Bosch. Sistema de inyección de gasolina en automóviles de turismo (Goliath GP700, Gutbrod Superior 600).
- 1954: Primer prototipo funcional del motor rotativo de Felix Wankel.[51]
- 1956:  Inyección de combustible Lucas , por sistema mecánico. Usada por primera vez en los automóviles Jaguar tipo D.[52]
- 1957: Motor Napier Deltic Turbocompound.
- 1957: En la Zona Franca de Barcelona se inició la producción del SEAT 600. Con un motor de gasolina de 4 tiempos, 4 cilindros y 633 cc.
- 1959: Chevrolet Corvair. Motor 6 cilindros bóxer enfriado por aire.
- 1960: José Ignacio Martín-Artajo,SI, patenta un motor rotativo.
- 1963: Motor  Porsche  6 cilindros opuestos en plano (bóxer), enfriado por aire forzado. Originalmente tenía una cilindrada de 2000 cc y equipaba el modelo 911.
- 1963: Rover-BRM. Automóvil deportivo que participó en las 24 horas de Le Mans.[53][54]
- 1963; Automóvil de turbina Chrysler Turbine, fabricado en pequeña serie para pruebas reales en carretera.
- 1966: Motor  BRM H16  (Referencia BRM P75). Este motor de competición, diseñado por Tony Rudd y Geoff Johnson, estaba formado por dos motores de 8 cilindros bóxer superpuestos con dos cigüeñales conectados entre sí. Tuvo muchos problemas por falta de fiabilidad.
- 1967: Motor  Ford Cosworth  para Fórmula 1, 3000 cc, V8.
- 1967: Un STP Oil Special con motor de turbina participó (y estuvo a punto de ganar) en las 500 millas de Indianápolis.
- 1968: Howmet. Automóvil deportivo con motor de turbina de gas.
- 1973: Camión dumper prototipo Terex 33-19 "Titan". Con un motor de 16 cilindros en V de 169,49 litros y una potencia de 3300 CV (2500 kW).
- 1980: Renault Fórmula 1.  Válvulas con muelle neumática .
- 1991: Victoria de un  Mazda 787 B  a las 24 Horas de Le Mans. Con un motor Wankel de 4 rotores.
- 1997: Patente de un motor de turbina con ciclo de detonación ("Detonation Cycle Gas Turbine engine").[55]

## Innovaciones en elsigloXXI
- 2004: Camión dumper Liebherr T 282B. Carga útil de 347 Tm. Con un motor de 20 cilindros en V de 90.000 cc (90 litros).
- 2006: Motor Wärtsilä - Sulzer 14RTFLEX96 - C diésel de 2 tiempos, 14 cilindros y 80 MW (109.000 hp) de potencia.[56]
- 2009: ILMOR presenta un prototipo de motor de 3 cilindros, doble expansión y cinco tiempos.
- 2010: Una de las patentes sobre el sistema Gerotor. Se trata de una especie de turbina que dispone de compresor y expansionador de gases a base de engranajes "sin rozamiento", evitando las pérdidas aerodinámicas del álabes de las turbinas convencionales.[57]